# Ходженвилл
Ходженвилл (англ. Hodgenville) — город и административный центр округа Ла-Ру в штате Кентукки, в США. Основан 18 февраля 1839 года. Статус города носит с того же года. Население по переписи 2022 года составляло более 3 000 человек. Город является частью метропольного округа Элизабеттаун — Форт-Нокс.

## История
Роберт Ходжен, переехавший в Вирджинию уроженец Пенсильвании, приобрёл 4 000 гектаров земли на месте будущего города. В 1789 году, после Войны за независимость США, когда поселенцы стали переселяться на запад в Кентукки, он построил на этом месте мельницу. После смерти Ходжена, основанное им поселение, по просьбе его вдовы и детей была названа Ходженвиллем. Однако с 1826 по 1904 год почтовое отделение США в этом месте носило название Ходгенсвилла. Город был официально зарегистрирован собранием штата 18 февраля 1836 года.
Авраам Линкольн родился в маленьком бревенчатом доме на ферме Синкинг-Спринг недалеко от Ходженвилля 12 февраля 1809 года. Примерно два года спустя семья переехала на другую ферму тоже в окрестностях Ходженвилля. Несмотря на заявления, сделанные позже, дом, в которой родился Линкольн, вероятно, был разрушена уже ко времени его убийства.
Национальный исторический парк места рождения Авраама Линкольна демонстрирует копию этого дома, построенную через тридцать лет после смерти президента, как «традиционный бревенчатый дом на месте рождения Линкольна». Значение двух мест в Ходженвилле — места рождения и дома, где прошло детство шестнадцатого президента США, проявляется в обстановке. Сохранение этих двух национальных объектов позволяет посетителям увидеть пейзаж самого раннего периода жизни Авраама Линкольна. Музей Линкольна открыт для посетителей в центре города, а на городской площади стоят две бронзовые статуи президента — «Линкольн в детстве» и «Линкольн во взрослом возрасте».

## География
Ходженвилл расположен в центральной части округа Ла-Ру, в долине Норт-Форк на берегах реки Нолин, притока реки Грин, текущей на запад и юг. Он находится в 19 км к юго-востоку от города Элизабеттаун по шоссе 61 Кентукки. Трасса США 31E проходит через центр Ходженвилля, направляясь на северо-восток к Бардстауну в 39 км и на юг в Глазго в 69 км. По данным Бюро переписи населения США, Ходженвилл имеет общую площадь 5,5 км², из которых 8 687 м², или 0,16%, занимает вода.
Климат в этой области характеризуется жарким и влажным летом и, как правило, мягкой или прохладной зимой. Согласно системе классификации климата Кеппена, в Ходженвилле влажный субтропический климат, на климатических картах обозначаемый сокращенно «Cfa».

## Население
По данным переписи 2000 года в Ходженвилле проживало 2 874 человек и 781 семья, насчитывалось 1 235 домохозяйств. Плотность населения составила 643,9 чел./км². Насчитывалось 1 349 единиц жилья. Расовый состав населения был следующим: евроамериканцы 86,64%, афроамериканцы 11,27%, коренные американцы 0,24%, азиаты 0,07%, представители других рас 0,35%  и представителей двух или более рас 1,43%. Латиноамериканцы или латиноамериканцы любой расы составляли 1,18% населения.
Из 1 235 домохозяйств 29,6% имели детей в возрасте до 18 лет, проживающих с ними, 42,3% составляли супружеские пары, живущие вместе, 18,1% были одинокими женщинами и 36,7% не были семьями. 34,1% всех домохозяйств состояли из отдельных лиц, в 17,4% проживали одинокие люди в возрасте 65 лет и старше. Средний размер домохозяйства составлял 2,17 человека, средний размер семьи — 2,76 человека.
22,8% населения было моложе 18 лет, 7,9% от 18 до 24 лет, 25,2% от 25 до 44 лет, 22,8% от 45 до 64 лет и 21,3% представляли люди старше 65 лет. Средний возраст составил 41 год. На каждые 100 женщин приходилось 82,7 мужчин. На каждые 100 женщин в возрасте 18 лет и старше приходилось 76,8 мужчин. Средний доход домохозяйства в городе составлял 25 132 доллара США, а средний доход семьи — 37 125 долларов США. Средний доход мужчин, работающих полный рабочий день, составлял 30 678 долларов США против 18 095 долларов США у женщин. Доход на душу населения в городе составил 14 794 долларов США. По данным переписи 2000 года около 16,9% семей и 22,3% населения находились за чертой бедности, в том числе 27,7% лиц в возрасте до 18 лет и 21,5% лиц в возрасте 65 лет и старше.

## Культура
В городе действует библиотека, входящая в сесть Публичных библиотек округа Ла-Ру.